# Покровское кладбище (Советск)
Покро́вское кла́дбище — самое старое из существующих кладбищ в Советске, Кировская область, Россия.

## История
Кладбище основано в конце XVIII века в слободе Кукарка. Оно стало продолжением некрополя соседнего Кукарского Покровского монастыря. После ликвидации монастыря Покровская церковь стала кладбищенской. В 1991 восстановлены кирпичные кладбищенские ворота, построенные в 1848.

## Известные усопшие
Среди усопших, погребённых на этом погосте, известные кукарские купеческие династии Якимовых, Софроновых, Кошкиных, Крутовских, Соломиных и др.

## Адрес
613340 Россия, Советск, ул. Офицера Смехова